# CE-7.5
CE-7.5はインド宇宙研究機関(ISRO)で開発された液体水素/液体酸素を推進剤とする極低温ロケットエンジンであり、GSLV Mk II ロケットの3段目のエンジンに使用される。エンジンは極低温上段エンジン計画(CUSP)の一環として開発された。GSLV Mk II ロケットは、GSLV Mk I ロケットの3段目エンジンであるロシア製のKVD-1M(RD-56M) をCE-7.5 に置き換えたものである。最初の打ち上げに向けた推進剤タンク、構造体、推進剤供給管と組み合わせた状態での燃焼試験は成功した。しかし、2010年4月15日のCE-7.5エンジンを使用したGSLV Mk II ロケットの最初の打ち上げは、同エンジンの不調により失敗した。

## 概要
CE-7.5は再生冷却式推力可変二段燃焼サイクルエンジンである。

## 仕様諸元
エンジンの主要な特性を以下に示す:
- 運転サイクル – 二段燃焼サイクル[7]
- 推進剤の組み合わせ – 液体酸素 / 液体水素[8]
- 最大推力 (真空中) – 75 kN (7,600 kgf)[9]
- 運転推力帯域 (GSLV Mk2 D5 の飛行中に実証済み) – 73.55 kN (7,500 kgf)から82 kN (8,400 kgf)[10][2]
- 燃焼室圧力 (定格値) – 58 bar (5.8 MPa)[11]
- 推進剤の混合比 (酸化剤/燃料 重量比) – 5.05[11]
- 比推力 - 454 ± 3 秒 (4.452 ± 0.029 km/s)[[7][5]
- エンジン燃焼時間 (定格値) – 720秒間[9]
- 推進剤重量 – 12800 kg[9]
- 2系統の独立した調整装置:  推力制御と混合比の制御[8]
- 推力偏向: 2軸の操向ジンバルによる[8]

## 開発
インド宇宙研究機関は1994年に正式に極低温上段計画を開始した。 2008年にエンジンは飛行受領燃焼試験に成功して完了して 初打ち上げのために3段目のタンク、構造体と推進剤の供給配管と接続された。初打ち上げは2010年4月にGSLV Mk-2 D3 打ち上げ機を使用して実施された。しかし、エンジンは点火に失敗した。 2013年3月27日にエンジンは真空中での試験に成功した。エンジンはGSLV Mk-2ロケットの3段目の動力用として承認され、作動を期待された。2014年1月5日に極低温エンジンは作動に成功してGSLV D5を使用したGSAT-14人工衛星の打ち上げに成功した。

## 搭載機
CE-7.5 はISROのGSLV Mk-2ロケットの3段目で使用される。

## 比較
| 用途          | GSLVの第3段                 | GSLVの第3段                 |
| 用途          | Mk I に搭載                 | Mk II に搭載                |
| ------------- | --------------------------- | --------------------------- |
| 使用エンジン  | KVD-1M(RD-56M) × 1          | CE-7.5 × 1                  |
| サイクル      | 二段燃焼サイクル            | 二段燃焼サイクル            |
| 燃焼室圧力    | 5.6 MPa                     | 5.8 MPa                     |
| 推進薬        | 液体酸素 液体水素 (LOX/LH2) | 液体酸素 液体水素 (LOX/LH2) |
| 推力 (真空中) | 69.6 kN                     | 73.5 kN(標準) 82 kN(改良)   |
| 比推力        | 460 秒                      | 452 秒                      |
| 有効燃焼時間  | 720 秒                      | 714.4秒                     |